# درگل بندخرس
درگل بندخرس، روستایی در دهستان گافر بخش گافر و پارامون شهرستان بشاگرد در استان هرمزگان ایران است.

## جمعیت
بر پایه سرشماری عمومی نفوس و مسکن در سال ۱۳۹۵، جمعیت این روستا برابر با ۱۴۳ نفر (۳۷ خانوار) بوده‌است.